# Parque nacional Valle Cuyahoga
El parque nacional Valle Cuyahoga es un parque nacional estadounidense que conserva y recupera el paisaje rural a lo largo del río Cuyahoga entre Akron y Cleveland en el noreste de Ohio.
El parque de 131,8 km² es administrado por el Servicio de Parques Nacionales, pero dentro de sus límites hay áreas administradas de forma independiente como parques del condado o como empresas públicas o privadas. El Valle de Cuyahoga fue designado originalmente como Área de Recreación Nacional en 1974, luego fue redesignado como parque nacional 26 años después en 2000, y sigue siendo el único parque nacional que se originó como área de recreación nacional.
Valle Cuyahoga es el único parque nacional en el estado de Ohio y uno de los tres en la cuenca de los Grandes Lagos, con el parque nacional Isle Royale en el lago Superior y el parque nacional Indiana Dunes bordeando el lago Míchigan. El Valle de Cuyahoga también se diferencia de los otros parques nacionales de Estados Unidos en que es adyacente a dos grandes áreas urbanas e incluye una densa red de carreteras, pueblos pequeños, cuatro reservas de Cleveland Metroparks, once parques de Summit Metro Parks y parques públicos y atracciones privadas.

## Historia

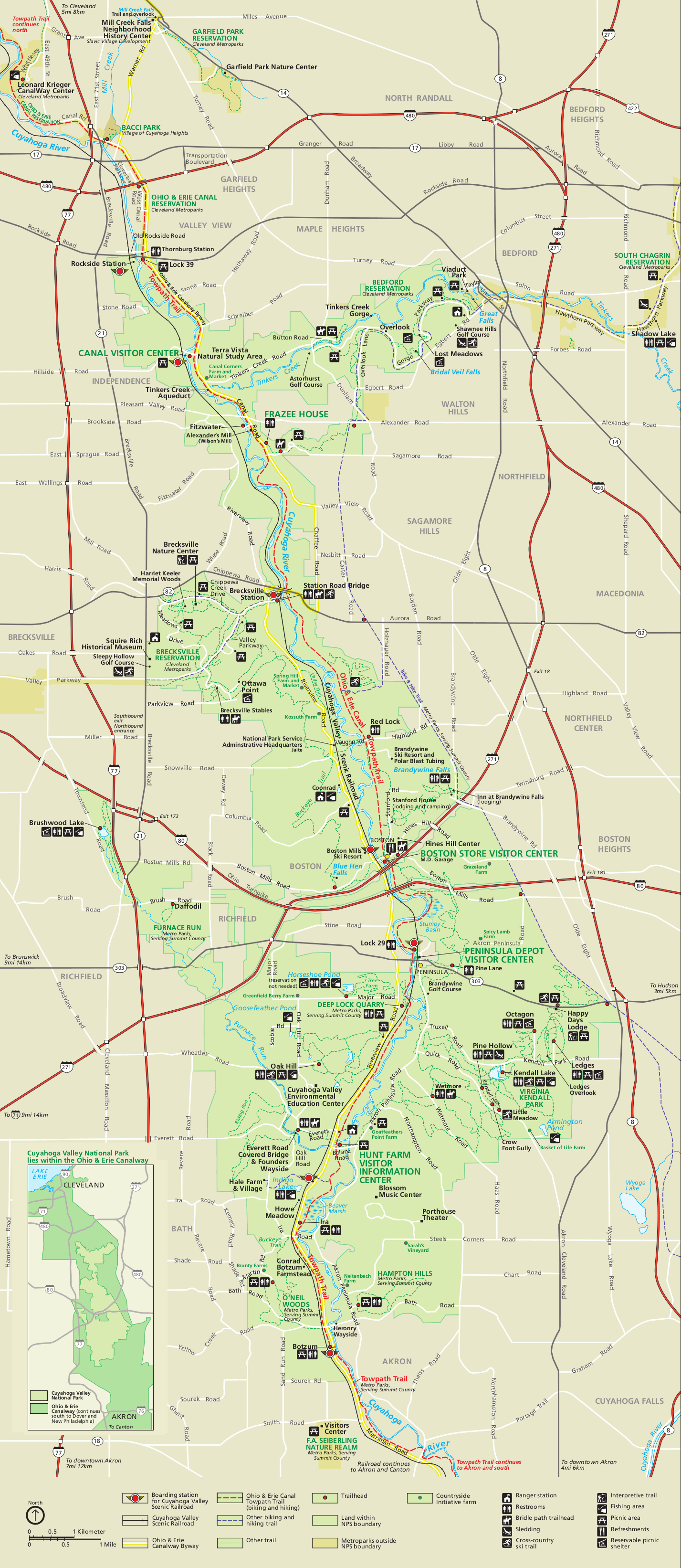
Mapa del parque (haga clic en el mapa para ampliarlo)

### Historia indígena
Actualmente, ninguna tribu de nativos americanos tiene reconocimiento federal en Ohio; sin embargo, los antiguos habitantes del Valle Cuyahoga eran nativos americanos. Los wyandot, iroqueses, ottawas, ojibwas, munsees, potawatomis, miamis, catawbas y shawnees vivieron o atravesaron esta área, pero la nación Lenape, también conocida como la nación Lenape'wàk o Delaware, se considera "los abuelos" de muchas naciones nativas del alto valle del río Ohio. Tenían una estructura sociopolítica democrática e igualitaria donde los líderes (sachem) consultaban a los ancianos que abogaban por las expectativas de la gente antes de que se tomaran decisiones. Los lenapes participaban activamente en redes comerciales de larga distancia y eran muy hábiles en la creación de bienes y arte como cerámica, armas de piedra, ropa y cestas. Las guerras, los tratados coercitivos y los cambios legislativos en los siglos XVIII y XIX dieron lugar al movimiento de Lenapé tanto al oeste como al sur desde sus orígenes geográficos en la actual ciudad de Nueva York, la parte baja del valle Hudson, el este de Pensilvania, Nueva Jersey, y el norte de Delaware, a través del valle del río Ohio y el valle de Cuyahoga, hasta las residencias actuales principalmente en Oklahoma y Ontario, Canadá.

#### Uso de la tierra indígena
Nuestro concepto de tierra es que no es una cosa para poseer, sino algo sagrado y vivo. Tenemos un dicho:«No somos dueños de la tierra, somos de la tierra, pertenecemos a ella». A la Tierra la llamamos Kukna, nuestra madre. Toda la vida viene de la tierra, ella nos nutre, lleva toda la vida y nos da un lugar para poner los pies.
Hìtakonanu’laxk (Nación Lenape)

La tierra era de vital importancia para la nación Lenape. El comercio de pieles requería grandes terrenos de caza, al igual que la agricultura, que servía como fuente principal de alimentos. El maíz era un alimento básico, junto con la calabaza, los frijoles (las tres hermanas) y aumentado por las calabazas y las batatas. Los Lenape también buscaban frutas, verduras silvestres, nueces y raíces para complementar sus cosechas. Muchos relatos primarios de los lenapes escritos por blancos restan importancia a sus habilidades de caza y prácticas agrícolas altamente eficientes. Estos relatos enfatizan falsamente el trabajo de los hombres (la caza) como la principal fuente de alimento, cuando se sostenía en gran medida a través de la agricultura y era producido predominantemente por mujeres. A medida que la nación Lenape fue empujada hacia el oeste, la coherencia ecológica entre la actual Pensilvania y Ohio les permitió continuar con prácticas agrícolas, de caza y pesca similares; sin embargo, como continuaron los tratados y los conflictos violentos, a los Lenapé no se les permitió el tiempo suficiente para desarrollar una relación con la tierra en el valle del río Ohio. Mientras eran empujados hacia el oeste, los Lenapé se volvieron unos a otros para formar alianzas entre las comunidades de Lenape para preservar la cultura, el territorio y los recursos.
Las prácticas de caza de los Lenape cambiaron con la introducción del comercio de pieles. Después del contacto con los europeos, el énfasis en la caza comenzó a desplazarse hacia las demandas de la producción de pieles en lugar de priorizar la sostenibilidad. Debido a este cambio en las prácticas de caza de Lenapé, las poblaciones de castores y otros animales con pieles se desplomaron. Además, este cambio se atribuye a la pérdida de muchas habilidades y tecnologías debido al mayor uso y eventual dependencia de los bienes europeos. Estas redes comerciales dependieron de las vías fluviales utilizadas por los pueblos indígenas durante los siglos XVII y XVIII:

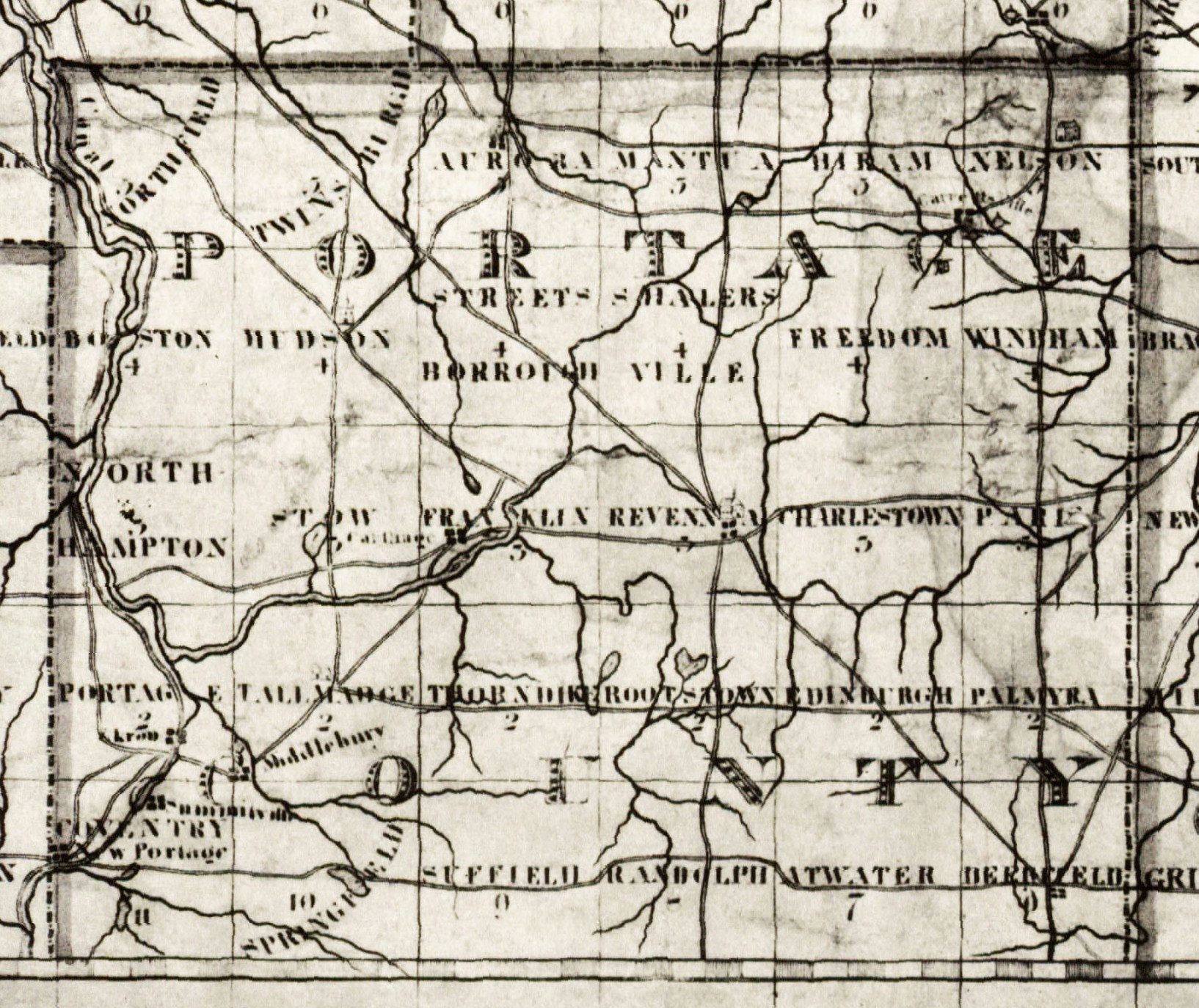
Condado de Portage en 1826

El camino Portage estaba ubicado en el actual condado de Summit, Ohio. El camino conectaba los ríos Cuyahoga y Tuscarawas y tenía aproximadamente ocho millas de largo. Los indios americanos usaban este camino para transportar sus canoas por tierra de un río a otro. Usando canoas, los indios americanos pueden viajar por agua desde los Grandes Lagos hasta el golfo de México, excepto por esta pequeña sección. Hoy en día, la mayor parte del camino se encuentra en la ciudad de Akron, Ohio, aunque los interesados pueden seguir las señales que trazan el camino entre los dos ríos. El condado de Portage recibió su nombre del camino Portage.

#### Religión indígena
La tierra del Valle Cuyahoga era fundamental para las prácticas religiosas de Lenape, ya que creían que eran parte de un mundo espiritual que existía en todo entre la tierra y el cielo. Los espíritus, o manitu, vivieron en el mundo natural y brindaron consejos a los jóvenes Lenape durante su edad adulta. Las experiencias personales con el manitou se expresaron en canciones, bailes y visiones. Estas reuniones entre la persona y el espíritu ocurrieron con mayor frecuencia en la Ceremonia/Rito de la Casa Grande, o Gamwing. El Gamwing se basó en temas de género, responsabilidad, revelación (el vínculo entre lo humano y el espíritu) y duró doce días. Durante este tiempo, los clanes Lobo, Tortuga y Turquía de Lenape se unieron como comunidad y renovaron sus lazos con la creación. El Gamwing, su estructura y su importancia cultural permitieron a los Lenapé continuar practicando su religión y existiendo como comunidad incluso a través de la reubicación y la expansión estadounidense.

#### Tratados y conflicto

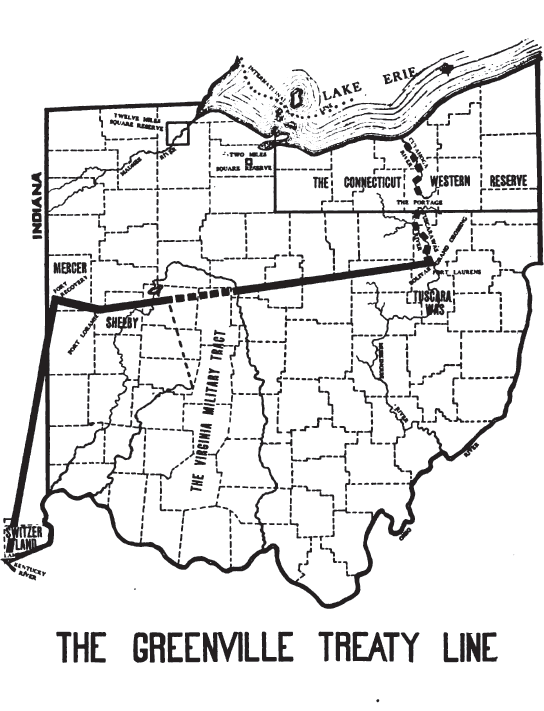
Tratado de Greenville

El valle Cuyahoga ya no está habitado por la nación Lenape principalmente debido a procesos legislativos coercitivos y numerosos conflictos violentos. En 1805, 200 000 hectáreas de tierras, incluido el actual parque nacional Valle Cuyahoga, fueron cedidos en el Tratado de la Industria de Fort con la promesa de un pago anual de mil dólares a cada nación nativa que perdiera tierras (los Wyandot, ottawas, ojibwas, munsees, lenapes, potawatomis y shawnees). El tratado también incluía una cláusula que permitía la continuación de la caza indígena en la tierra cedida; sin embargo, esa parte del tratado se pasó por alto en la práctica. Otros tratados, incluido el Tratado de Compra Caminante de 1739, el Tratado de Easton de 1758, la Masacre de Paxton en 1763, el Tratado de Greenville de 1795 y el Tratado de Santa María de 1818, también tomaron tierras de Lenapé sin su pleno conocimiento o consentimiento. Hoy en día, la Nación Lenape se conoce más comúnmente como la Nación Delaware y tiene su sede en Oklahoma, aunque también hay poblaciones en Kansas, Wisconsin y Ontario, Canadá, así como en sus territorios ancestrales, incluidos Pensilvania, Nueva Jersey, y Delaware.

### Historia posterior
El valle comenzó a brindar recreación a los habitantes de las ciudades en la década de 1870, cuando la gente venía de las ciudades cercanas para pasear en carruajes o hacer excursiones en bote por el canal. En 1880, el Valley Railway se convirtió en otra forma de escapar de la vida industrial urbana. El desarrollo real del parque comenzó en las décadas de 1910 y 1920 con el establecimiento de los distritos de parques metropolitanos de Cleveland y Akron. En 1929, la finca del empresario de Cleveland Hayward Kendall donó 1,7 km² alrededor de Ritchie Ledges y un fondo fiduciario para el estado de Ohio. El testamento de Kendall estipuló que "la propiedad debe ser utilizada perpetuamente para propósitos de parque". El área se llamó Virginia Kendall Park, en honor a su madre. En la década de 1930, el Cuerpo Civil de Conservación construyó gran parte de la infraestructura del parque, incluido el Happy Days Lodge y los refugios en Octagon, Ledges y el Lago Kendall. El Happy Days Lodge, cerca de Peninsula, fue construido entre 1938 y 1939 como un campamento para niños urbanos. El albergue se utiliza actualmente solo como un sitio de eventos especiales.
Aunque los parques regionales salvaguardaban ciertos lugares, en la década de 1960 los ciudadanos locales temían que la expansión urbana abrumara la belleza natural del valle Cuyahoga. Una preocupación adicional fue la degradación ambiental del río Cuyahoga a través de los desechos de las fábricas y las aguas residuales, junto con los incendios que ardieron en el río en 1952 y 1969. Los ciudadanos unieron fuerzas con el personal del gobierno estatal y nacional para encontrar una solución a largo plazo. Finalmente, el 27 de diciembre de 1974, el presidente Gerald Ford firmó el proyecto de ley que establece el Área Recreativa Nacional del Valle Cuyahoga, incluso cuando la administración recomendó un veto porque «El Valle Cuyahoga no tiene cualidades que lo califiquen para su inclusión en el Sistema de Parques Nacionales» y el gobierno ya estaba proporcionando fondos para la recreación al aire libre.

### El Servicio de Parques Nacionales

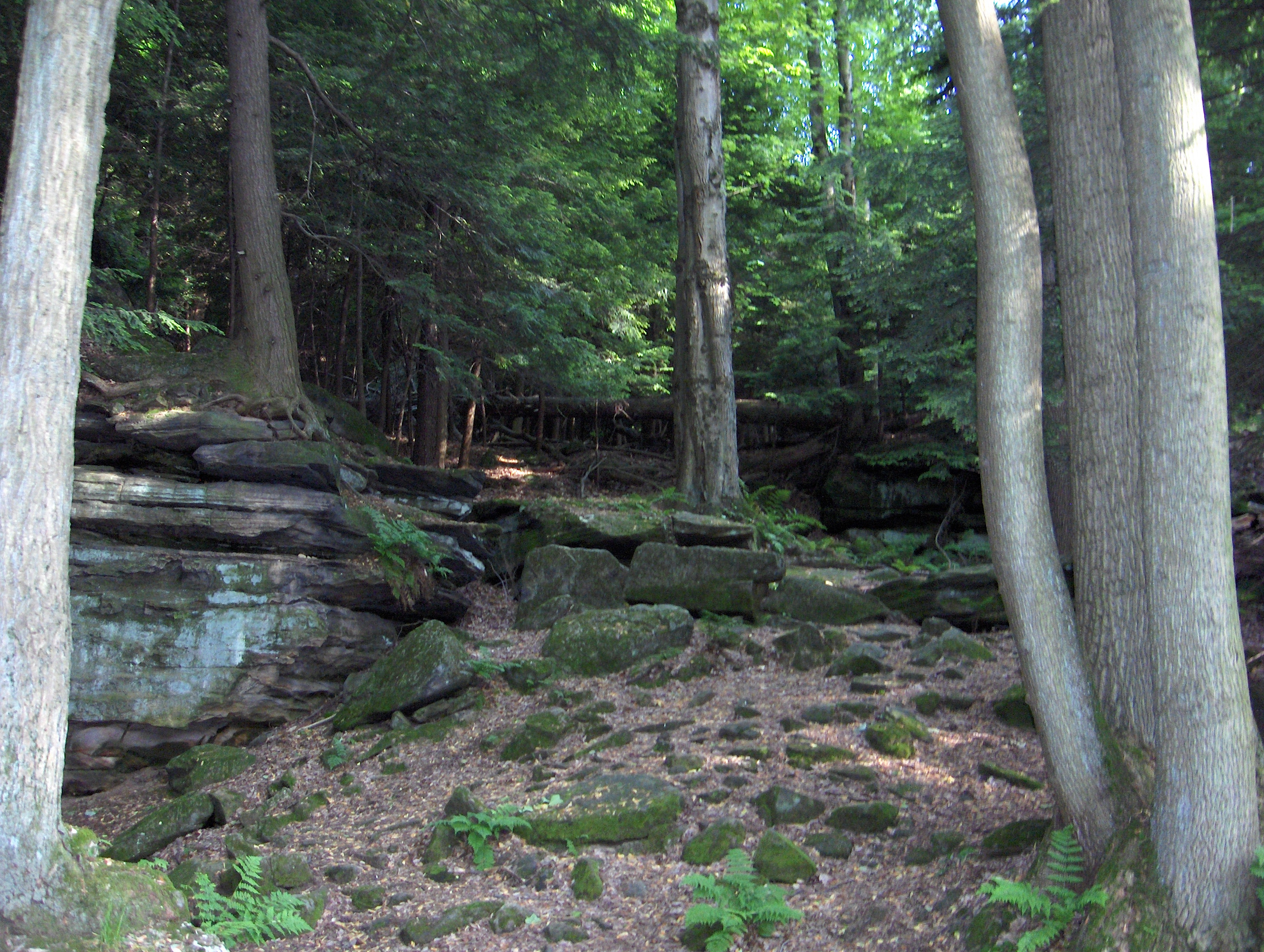
Afloramientos rocosos, como este, se pueden encontrar en todo el parque

El Servicio de Parques Nacionales adquirió el vertedero de Krejci de 0,2 km² en 1985 para incluirlo como parte del área de recreación. Solicitaron un análisis exhaustivo del contenido del sitio a la Agencia de Protección Ambiental. Después de que la encuesta identificó materiales extremadamente tóxicos, el área se cerró en 1986 y se designó un sitio de superfondo bajo la Ley de Responsabilidad, Compensación y Respuesta Ambiental Integral (CERCLA) de 1980. Se entabló un litigio contra las partes potencialmente responsables: Ford, GM, Chrysler, 3M, Waste Management, Chevron, Kewanee Industries y Federal Metals. Solo 3M no estuvo de acuerdo con un acuerdo y la empresa perdió en el juicio. La remoción de materiales tóxicos comenzó en 1987 con 371,000 toneladas cortas (337,000,000 kg) de suelos contaminados y escombros removidos para 2012, y la restauración se completó para 2015.
El área fue redesignada como parque nacional por el Congreso el 11 de octubre de 2000, con la aprobación de la Ley de Asignaciones del Departamento del Interior y Agencias Relacionadas de 2001, Proyecto de Ley 4578 de la Cámara, 106.º Congreso. El parque es administrado por el Servicio de Parques Nacionales. El Monumento Nacional David Berger en Beachwood, un suburbio de Cleveland, también se administra a través del parque nacional Valle Cuyahoga.
El Coliseum at Richfield, un estadio de usos múltiples en el área del río Cuyahoga, fue demolido en 1999 y el sitio vacío pasó a formar parte del parque nacional Valle Cuyahoga tras su designación en 2000. Desde entonces, el área se ha convertido en una pradera cubierta de hierba que es un sitio popular para la observación de aves.

## Fauna silvestre
Los animales que se encuentran en el parque incluyen mapaches, ratas almizcleras, coyotes, zorrillos, zorros rojos, castores, halcones peregrinos, nutrias de río, águilas calvas, zarigüeyas, tres especies de topos, venado de cola blanca, gansos de Canadá, zorros grises, visones, grandes garzas azules y siete especies de murciélagos.

## Clima
De acuerdo con el sistema de clasificación climática de Köppen, el Boston Mill Visitor Center en el parque nacional Cuyahoga Valley tiene un clima continental templado de verano caluroso (clasificación climática de Köppen Dfa). La zona de rusticidad de las plantas en el Boston Store Visitor Center es 6a con una temperatura del aire mínima extrema anual promedio de −6.5 °F (−21.4 °C).
| Parámetros climáticos promedio de Boston Mill Visitor Center, elevation 722 pies (220 m), 1981-2010 normals, extremes 1981-2019 | Parámetros climáticos promedio de Boston Mill Visitor Center, elevation 722 pies (220 m), 1981-2010 normals, extremes 1981-2019 | Parámetros climáticos promedio de Boston Mill Visitor Center, elevation 722 pies (220 m), 1981-2010 normals, extremes 1981-2019 | Parámetros climáticos promedio de Boston Mill Visitor Center, elevation 722 pies (220 m), 1981-2010 normals, extremes 1981-2019 | Parámetros climáticos promedio de Boston Mill Visitor Center, elevation 722 pies (220 m), 1981-2010 normals, extremes 1981-2019 | Parámetros climáticos promedio de Boston Mill Visitor Center, elevation 722 pies (220 m), 1981-2010 normals, extremes 1981-2019 | Parámetros climáticos promedio de Boston Mill Visitor Center, elevation 722 pies (220 m), 1981-2010 normals, extremes 1981-2019 | Parámetros climáticos promedio de Boston Mill Visitor Center, elevation 722 pies (220 m), 1981-2010 normals, extremes 1981-2019 | Parámetros climáticos promedio de Boston Mill Visitor Center, elevation 722 pies (220 m), 1981-2010 normals, extremes 1981-2019 | Parámetros climáticos promedio de Boston Mill Visitor Center, elevation 722 pies (220 m), 1981-2010 normals, extremes 1981-2019 | Parámetros climáticos promedio de Boston Mill Visitor Center, elevation 722 pies (220 m), 1981-2010 normals, extremes 1981-2019 | Parámetros climáticos promedio de Boston Mill Visitor Center, elevation 722 pies (220 m), 1981-2010 normals, extremes 1981-2019 | Parámetros climáticos promedio de Boston Mill Visitor Center, elevation 722 pies (220 m), 1981-2010 normals, extremes 1981-2019 | Parámetros climáticos promedio de Boston Mill Visitor Center, elevation 722 pies (220 m), 1981-2010 normals, extremes 1981-2019 |
| Mes | Ene. | Feb. | Mar. | Abr. | May. | Jun. | Jul. | Ago. | Sep. | Oct. | Nov. | Dic. | Anual |
| --- | --- | --- | --- | --- | --- | --- | --- | --- | --- | --- | --- | --- | --- |
| Temp. máx. abs. (°C) | 20.7 | 24.3 | 28.1 | 30.4 | 33.1 | 38.7 | 38.2 | 36.4 | 34.1 | 32 | 25.8 | 24.4 | 38.7 |
| Temp. máx. media (°C) | 1.6 | 3.4 | 8.4 | 15.3 | 21.2 | 26.4 | 28.6 | 27.5 | 23.8 | 17.3 | 10.8 | 3.8 | 15.7 |
| Temp. mín. media (°C) | -6.3 | -5.4 | -1.7 | 4.2 | 9.5 | 15.1 | 17.4 | 16.7 | 12.9 | 7.1 | 2.2 | -3.4 | 5.7 |
| Temp. mín. abs. (°C) | -30.7 | -24.6 | -20.9 | -9.7 | -1.5 | 3 | 7 | 5.2 | 2.1 | -5.8 | -11.9 | -26.1 | -30.7 |
| Precipitación total (mm) | 61.7 | 52.8 | 70.4 | 85.1 | 99.6 | 97.5 | 100.1 | 90.4 | 89.2 | 73.2 | 83.1 | 72.9 | 975.9 |
| Fuente: PRISM | | | | | | | | | | | | | |

## Atracciones

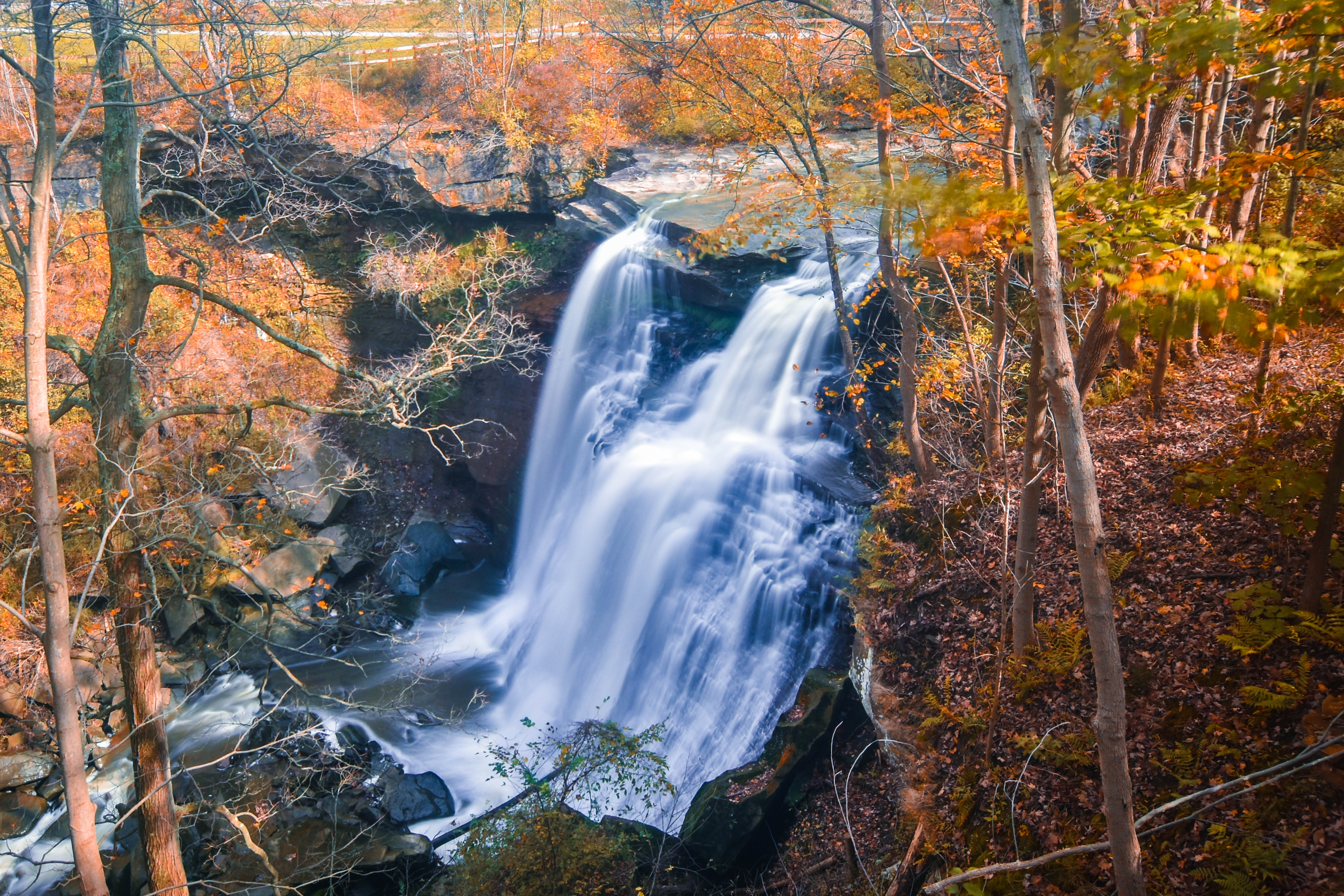
Brandywine Falls

El valle de Cuyahoga cuenta con atracciones naturales, artificiales y privadas, lo cual es inusual para un parque nacional estadounidense. El parque incluye sitios de uso compatible que no son propiedad del gobierno federal, como los parques regionales de los sistemas Cleveland Metroparks y Summit Metro Parks.
Las áreas naturales incluyen bosques, colinas, barrancos estrechos, humedales, ríos y cascadas. Cerca de 100 cascadas están ubicadas en el valle de Cuyahoga, siendo la más popular las cataratas Brandywine de 20 m de altura, la cascada más alta del parque y la más alta del noreste de Ohio. The Ledges es un afloramiento rocoso que ofrece una vista hacia el oeste a través de las áreas boscosas del valle. Las cuevas de Talus se encuentran entre las rocas en el bosque alrededor de las repisas.
El parque tiene muchos senderos, en particular el Sendero Towpath de 32 km, que sigue un tramo anterior del canal de Ohio y Erie de 496 km y es popular para practicar senderismo, andar en bicicleta y correr. Esquí y paseos en trineo están disponibles durante el invierno en Kendall Hills. Los visitantes pueden jugar al golf o realizar excursiones escénicas y recorridos en tren en el ferrocarril escénico del valle Cuyahoga durante eventos especiales.
El parque también cuenta con exhibiciones conservadas y restauradas de la agricultura sostenible y la vida rural del siglo XIX y principios del XX, sobre todo Hale Farm and Village, al tiempo que atiende los intereses culturales contemporáneos con exhibiciones de arte, conciertos al aire libre y representaciones teatrales en lugares como Blossom Music. Center y el Teatro Porthouse de la Universidad Estatal de Kent. A mediados de la década de 1980, el parque fue sede del Festival Folclórico Nacional.

### Sendero Towpath del canal de Ohio y Erie

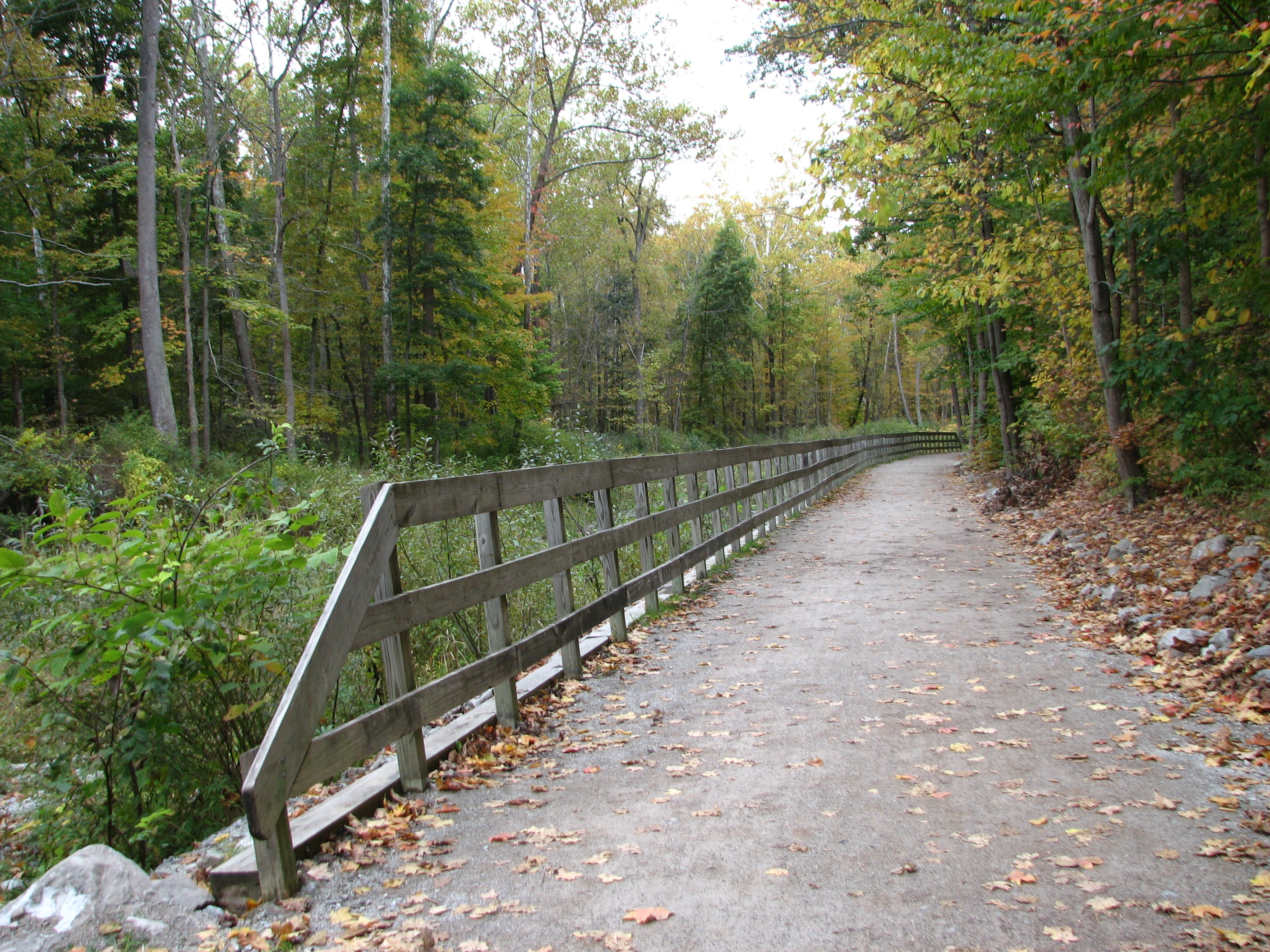
Sendero Towpath del canal de Ohio y Erie

El Sendero Towpath del canal de Ohio y Erie multifuncional fue desarrollado por el Servicio de Parques Nacionales y es el sendero principal a través del parque nacional Valle Cuyahoga. El sendero atraviesa casi 34 km desde Rockside Road en Independence en el norte hasta el sendero Bike & Hike del condado de Summit en el sur, siguiendo el río Cuyahoga en gran parte de su longitud. Los baños están disponibles en varios senderos, y los establecimientos de comida y bebida están a lo largo de Rockside Road, así como en la tienda de Boston en Peninsula, y en el mercado de agricultores de temporada en Botzum Road. Tres centros de visitantes se encuentran a lo largo del camino: el Canal Exploration Center, Boston Store y Hunt House. El sendero se conecta a un sendero Cleveland Metroparks en Rockside Road, que continúa otros 9.7 km al norte. El sendero del condado de Summit continúa a través de Akron y más al sur a través de los condados de Stark y Tuscarawas hasta Zoar, Ohio, casi 110 km de forma continua, con una sola interrupción de 1.6 km. Las secciones del sendero del camino de sirga fuera del parque nacional del Valle de Cuyahoga son propiedad y están mantenidas por varias agencias estatales y locales. El sendero también se encuentra con Buckeye Trail en el parque nacional cerca de Boston Store. Otra sección del sistema de senderos para bicicletas y caminatas del condado de Summit está cerca, que conecta con Brandywine Falls, la reserva Bedford de Cleveland Metroparks y las ciudades de Solon en el condado de Cuyahoga, Hudson y Stow en el condado de Summit, y Kent y Ravenna en el condado de Portage.
Estacionalmente, el ferrocarril escénico del valle Cuyahoga (CVSR) permite a los visitantes viajar por el camino de sirga desde Rockside Road hasta Akron, embarcando o desembarcando en cualquiera de las paradas del camino. El tren es especialmente popular entre los ciclistas y para ver y fotografiar los colores del otoño. CVSR es de propiedad y operación independientes.

#### Historia

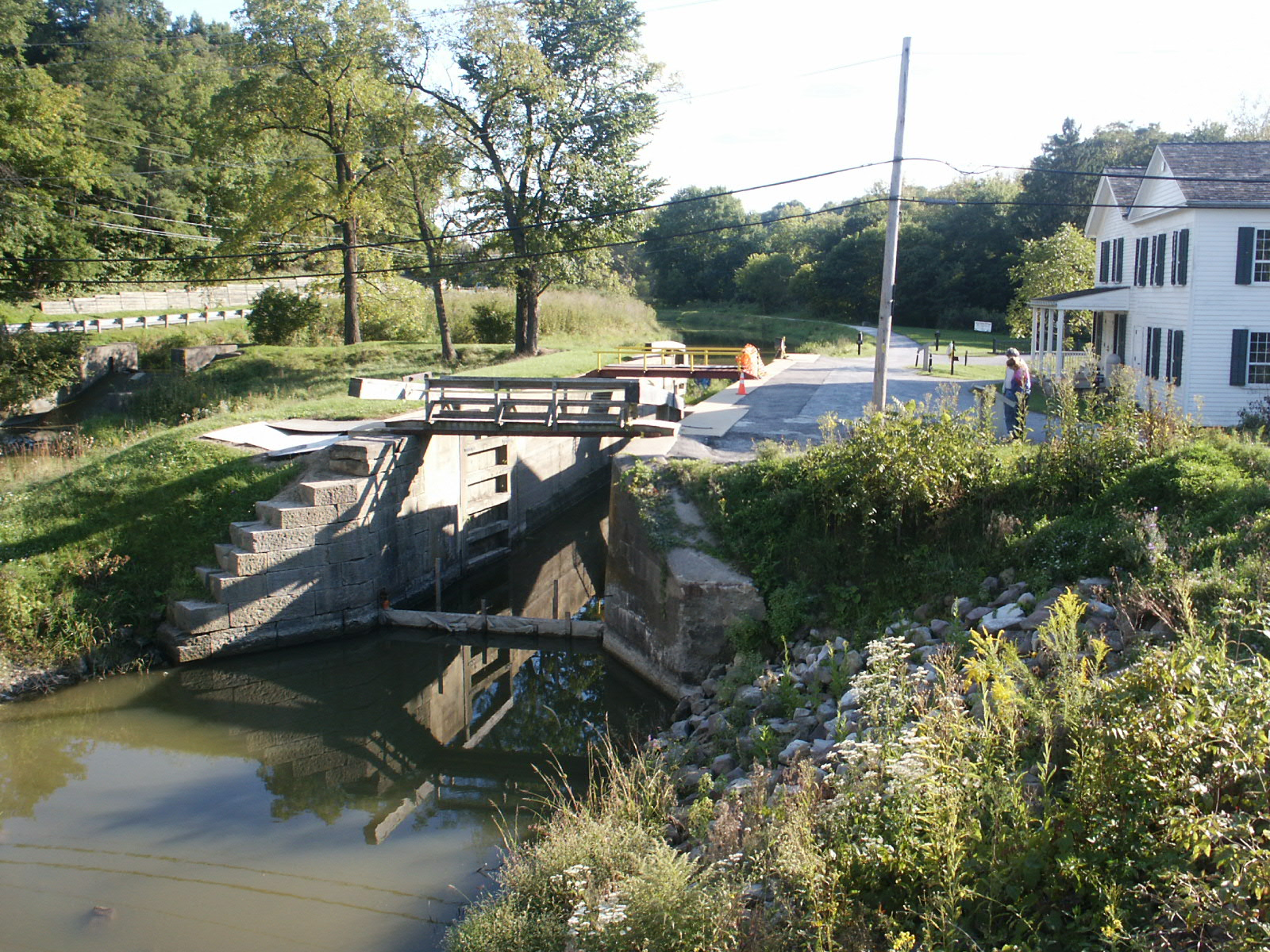
Restauración de la esclusa del canal de Ohio y Erie en el Centro de exploración del canal

El Sendero Towpath sigue la ruta histórica del canal de Ohio y Erie. Antes de que se construyera el canal, Ohio era un desierto escasamente poblado donde viajar era difícil y llevar las cosechas al mercado era casi imposible. El canal, construido entre 1825 y 1832, proporcionó una nueva ruta de transporte desde Cleveland en el lago Erie a Portsmouth en el río Ohio. El canal conectaba Ohio con el resto del este de Estados Unidos. Numerosas exhibiciones en el camino brindan información sobre las características del canal y los sitios de interés histórico.
Los visitantes pueden caminar o cabalgar por el mismo camino que usaban las mulas para remolcar los barcos del canal cargados de mercancías y pasajeros. La escena es diferente a la de entonces; el canal estaba lleno de agua que transportaba un flujo constante de botes. Se puede ver evidencia de castores en muchos lugares a lo largo del sendero.

#### Stanford House (anteriormente Stanford Hostel)
Ubicada en el pintoresco valle de Cuyahoga cerca de Peninsula, Stanford House es una histórica casa de campo del siglo XIX construida en la década de 1830 por George Stanford, uno de los primeros pobladores de la Reserva Occidental. En 1978, el NPS compró la propiedad para que sirviera como albergue juvenil en conjunto con la organización American Youth Hostels (AYH). En marzo de 2011, Stanford Hostel se convirtió en Stanford House, la primera instalación de alojamiento dentro del parque del parque nacional Valle Cuyahoga. La casa fue renovada por Conservancy para el parque nacional Valle Cuyahoga y el Servicio de Parques Nacionales.

#### Cabeceras de senderos

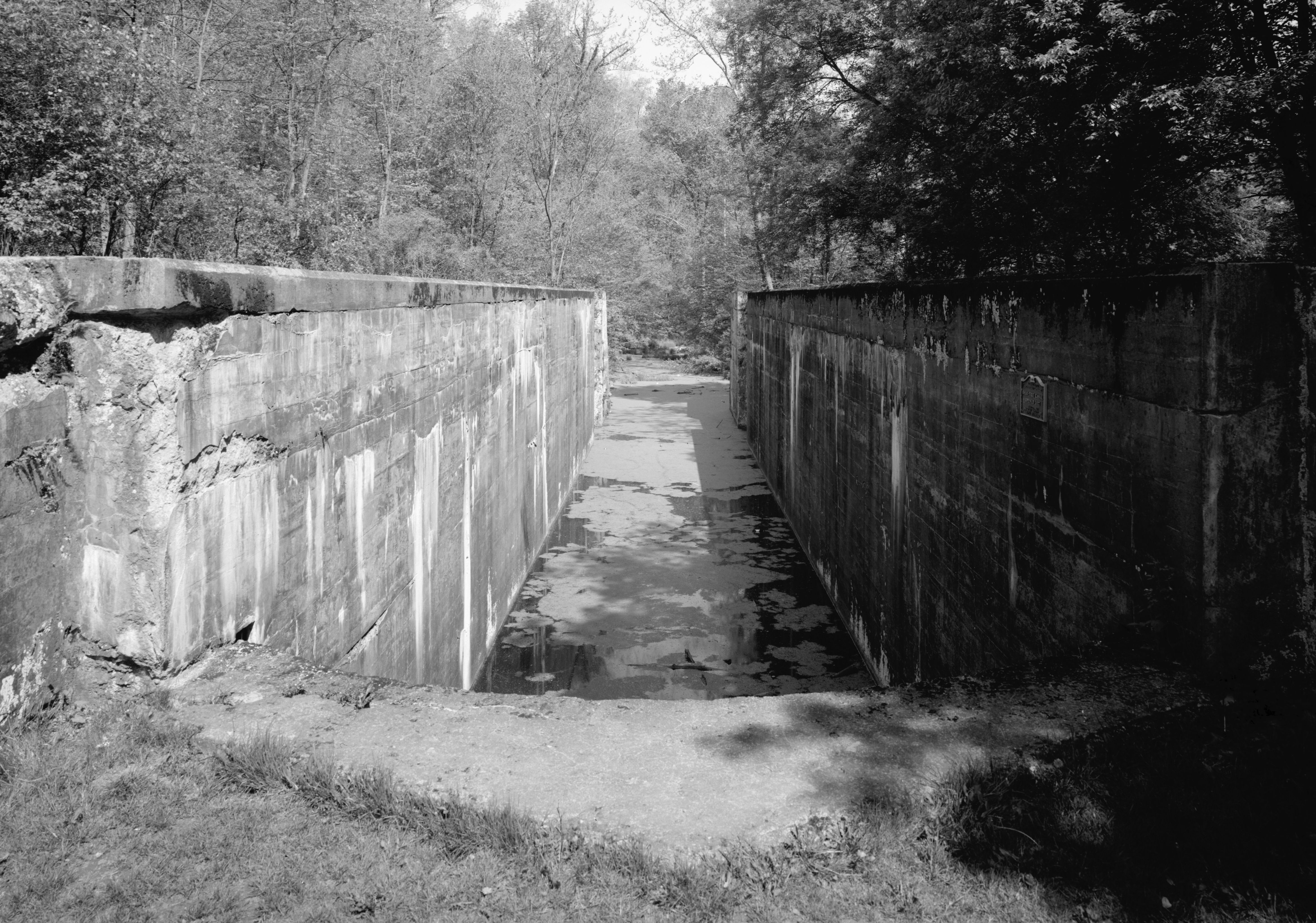
Bloqueo 28 del canal de Ohio y Erie, cerca de Peninsula, Ohio

Dentro del parque nacional, el estacionamiento del comienzo del sendero para el camino de sirga está disponible a lo largo de Canal Road, de norte a sur, en:
- Bloqueo 39: al oeste de la intersección con Rockside Road; 41°23′35″N 81°37′43″O / 41.39309, -81.628565
- Canal Exploration Center, en Hillside Road; 41°22′21″N 81°36′47″O / 41.372624, -81.613035
- Frazee House: al sur de Alexander Road, al norte de Sagamore Road; 41°21′09″N 81°35′33″O / 41.352443, -81.592377

y a lo largo de Riverview Road, de norte a sur, en:
- Puente de Station Road: al este junto con Chippewa Creek Drive; 41°19′07″N 81°35′17″O / 41.318618, -81.587957
- Red Lock: al este del río, a lo largo de Vaughn/Highland Road; 41°17′21″N 81°33′48″O / 41.289148, -81.563379
- Boston Store: al este en Boston Mills Road; 41°15′48″N 81°33′34″O / 41.263205, -81.559408
- Peninsula Depot: al este a través del río en la Ruta 303, luego N Locust Street y W Mill Street hasta el estacionamiento; 41°14′36″N 81°32′57″O / 41.243331, -81.549186
- Bloqueo 28: también llamado Deep Lock; al sur de Major Road;

41°13′48″N 81°33′17″O / 41.229917, -81.554756
- Hunt House: en Bolanz Road; 41°12′01″N 81°34′19″O / 41.200288, -81.57201
- Ira Road: justo al norte de la intersección; 41°11′04″N 81°34′59″O / 41.184467, -81.583038
- Estación Botzum: al sur de Bath Road; 41°09′30″N 81°34′26″O / 41.158453, -81.573788.[47]

## Geología

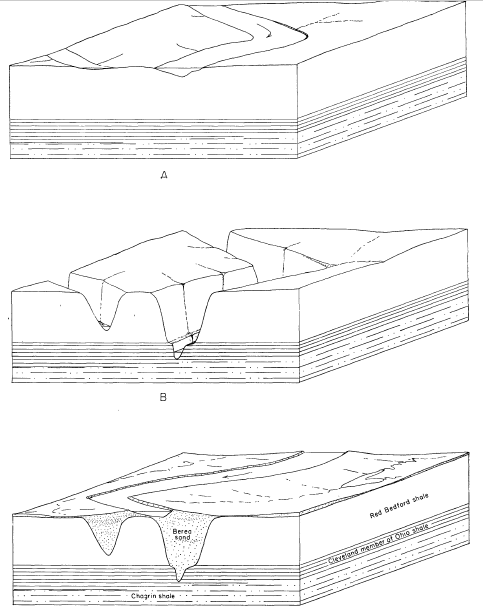
Deposición de la piedra arenisca de Berea dentro de Bedford Shale durante el Misisípico

El curso en "V" del río Cuyahoga es bastante inusual, primero fluye hacia el suroeste y luego gira bruscamente hacia el norte para desembocar en el lago Erie, no lejos de su origen. El brazo izquierdo de esta "V", que fluye hacia el norte por el parque, corresponde a un valle preglacial más antiguo, mientras que el brazo derecho corresponde a un drenaje relativamente nuevo. El nuevo segmento cortó en el viejo en Cuyahoga Falls, la base de la "V". Otros arroyos han hecho rutas hacia el valle preglacial de Cuyahoga cortando gargantas con cascadas como las que se encuentran a lo largo de los arroyos Tinkers, Brandywine y Chippewa. Estas cascadas se forman cuando el agua que fluye erosiona Bedford Shale, que subyace a la arenisca Berea, más resistente. La deriva glacial llena el valle a una profundidad de 120 m. Este relleno es muy complejo debido al encharcamiento frente al hielo antes y después de cada glaciación. En el valle se encuentran depósitos de playa, barras de grava y otros depósitos costeros del lago Maumee, al igual que gravas de la época del lago Arkona y crestas que marcan las orillas del lago Whittlesey, el lago Warren y el lago Wayne.
Un remanente notable de la glaciación de Wisconsin es la morrena Defiance, que se extiende desde Defiance en el oeste de Ohio, a través del estado hasta Pensilvania. Como Cushing et al. señalan, "La morrena Defiance representa el último soporte notable del frente glacial en esta región". La morrena varía en ancho de 3.2 a 6.4 km y, según Leverett, "es como una ola ancha cuya cresta se eleva de 20 a 50 pies por encima del borde de la llanura exterior". Esta morrena forma un lóbulo que sobresale hacia el sur en el valle durante 13 km hasta llegar a la Península, el lóbulo tiene 9.7 km de ancho en el extremo norte, disminuyendo a 4.8 km de ancho en el extremo norte. extremo sur. Kames y eskers marcan el terreno al sur de esta morrena hasta la extensión sur de la glaciación.: 581–584 : 63–64, 96 
Berea Sandstone y Bedford Shale se depositaron en un entorno de delta de un río en el Misisípico. Los canales del río se incidieron en Bedford Shale y posteriormente estos canales se rellenaron con Berea Sandstone. Además de preparar el escenario para majestuosos desfiladeros y cascadas dentro del valle, también han proporcionado un uso económico. La piedra arenisca de Berea se extrajo en Berea para obtener piedras de moler y piedras de construcción, mientras que la parte más baja de Bedford Shale se extrajo en South Euclid y Cleveland Heights por su piedra azul.: 109–111 
El Conglomerado de Sharon es una formación del Pensilvánico compuesta de arenisca y conglomerado que forma, según Cushing et al., "Parches desconectados o valores atípicos que cubren las colinas más altas... estos valores atípicos se destacan audazmente sobre el país circundante" debido a su resistencia a erosión. Los Boston Ledges son el ejemplo más notable. A medida que el esquisto del Mississippian que se encuentra debajo es arrastrado, enormes bloques de Sharon resultan del asentamiento. Como Cushing et al. explican, "la acción de las heladas ayuda a separar estos bloques, las grietas se ensanchan hasta formar cuevas y resulta una maraña de bloques, separados por pasajes de anchos desiguales".: 54–57 
El gas de esquisto se ha producido en el área desde 1883, cuando H.A. El pozo de Mastick se perforó en el municipio de Rockport a una profundidad de 161 m, lo que arrojó 612,9 m³) de gas al día. En 1914-1915 se produjo un auge del gas y, en 1931, varios cientos de pozos de gas estaban produciendo a partir del esquisto Devónico Huron. La producción provino de lutitas de 380 m de espesor a profundidades de 120 a 560 m. Las presiones eran de 3 a 135 psi) y fluían menos de 570 m³ de gas al día, pero eran suficientes para proporcionar luz para una casa o dos y, a veces, calefacción. Como Cushing et al. señaló en la década de 1930, "hay grandes cantidades de petróleo en las lutitas del Devónico". Desde entonces, Marcellus Shale y Utica Shale más profundo han demostrado su potencial económico.: 115–116, 123 

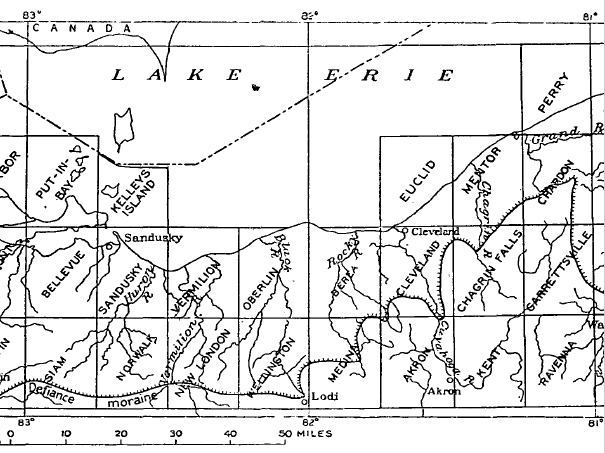
Mapa que rastrea la extensión de Defiance Moraine
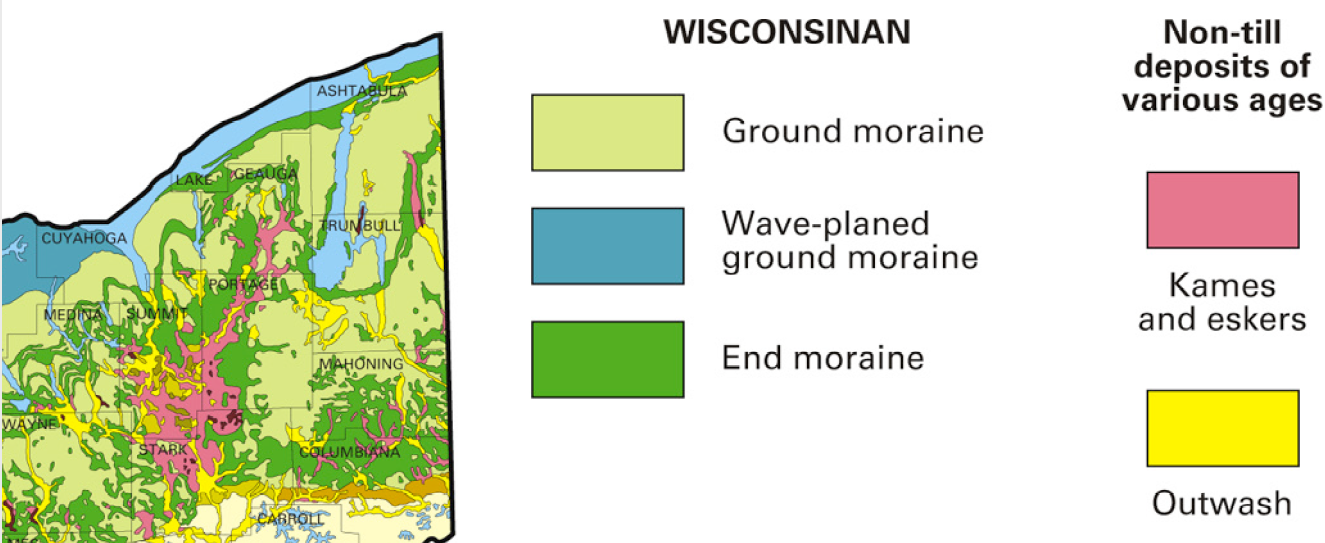
Mapa geológico de características glaciales superficiales
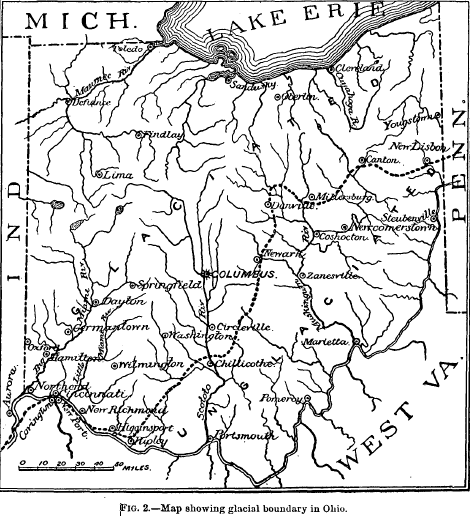
Límite glaciar de Ohio
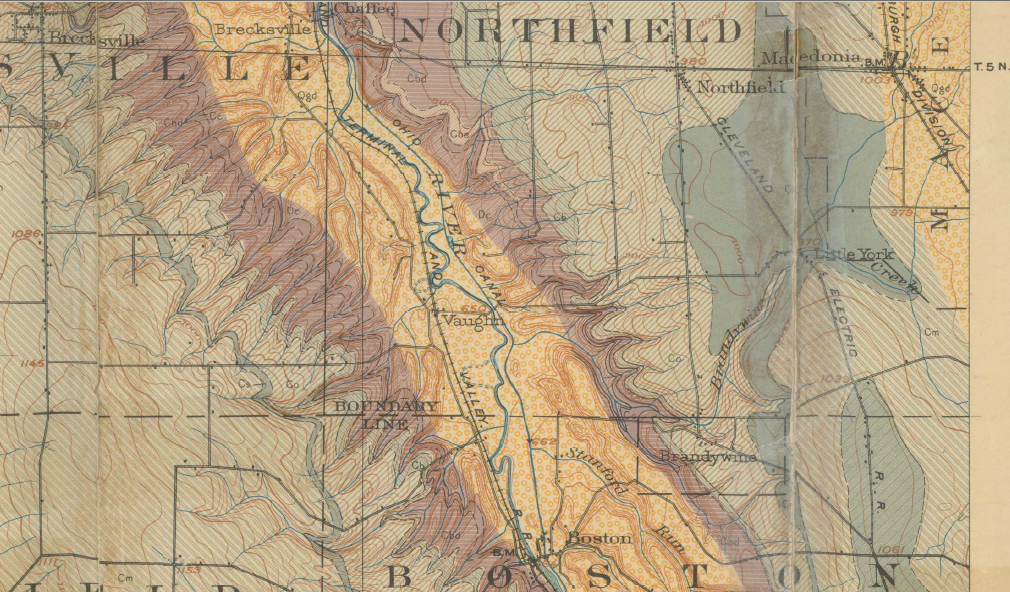
Mapa geológico de afloramientos rocosos
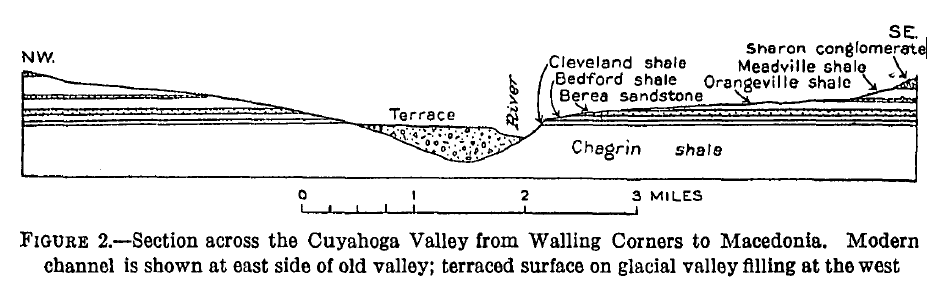
Sección transversal geológica

## Centros de visitantes
El Canal Exploration Center está ubicado a lo largo de Canal Road en Hillside Road en Valley View, al sur de Rockside Road. El centro de visitantes contiene mapas interactivos y juegos relacionados con la historia del canal, especialmente los años de 1825 a 1876. El edificio de la era del canal una vez sirvió a los pasajeros de los barcos del canal que esperaban para pasar por la esclusa 38 del canal de Ohio y Erie.
Boston Store fue construida en 1836 y está ubicada al este de Riverview Road. El edificio se utilizó como almacén, tienda, oficina de correos y lugar de reunión general. El centro de visitantes tiene un museo con exhibiciones sobre la construcción de barcos en el canal. Hay un video corto disponible, así como mapas, folletos y sellos de pasaporte NPS.
La casa de caza en Riverview y Bolanz Roads es típica de las granjas familiares de finales del siglo XIX en el valle de Cuyahoga. Los visitantes pueden obtener información sobre las actividades del parque y ver exhibiciones sobre la historia agrícola del área. La finca es un punto de partida ideal para una caminata o un paseo en bicicleta, ya que se encuentra junto al Sendero Towpath del canal.
La Frazee House en Canal Road en Valley View al sur de Rockside Road fue construida entre 1825 y 1826, durante los mismos años que se excavó la sección norte del canal. La casa es un buen ejemplo de una casa de Western Reserve y presenta exhibiciones relacionadas con estilos arquitectónicos, técnicas de construcción y la Frazee Family.

## Puntos de interés histórico
| Sitio                                                | Imagen | Descripción |
| ---------------------------------------------------- | ------ | --- |
| Canal Exploration Center                             |        | Las exhibiciones relacionadas con la historia del Canal de Ohio y Erie están disponibles en el Canal Exploration Center. Las exhibiciones se encuentran en una taberna renovada de la era de los canales que tenía una reputación tan colorida que se la llamó "Hell's Half Acre". La cerradura 38 se encuentra en la parte delantera. |
| Estructuras relacionadas con el canal de Ohio y Erie |        | El canal de Ohio y Erie se construyó entre 1825 y 1832, proporcionando a Ohio un sistema de transporte que permitía a los residentes comerciar con el mundo. Si bien dejó de funcionar después de la Gran Inundación de 1913, se pueden ver restos y ruinas de estructuras relacionadas con el canal a lo largo del Sendero Towpath del Canal Ohio y Erie. Las exhibiciones al costado del camino explican la función de muchas de las estructuras visibles desde el sendero.                                                                                         |
| Frazee House                                         |        | La Frazee House estaba en construcción en 1825 cuando se cavó el canal en su patio delantero. La casa fue construida en el estilo arquitectónico de Western Reserve. |
| Boston Store (Boston Mill Visitor Center)            |        | Este edificio de la era del canal era propiedad de Boston Land and Manufacturing Company. La tienda tiene numerosas exhibiciones de construcción de barcos en el canal. |
| Peninsula Depot                                      |        | El depósito de la península del ferrocarril escénico del valle de Cuyahoga (CVSR) se encuentra en West Mill Street en el pueblo de Península. El depósito estaba originalmente en el pueblo de Boston, pero se trasladó a Península a finales de la década de 1960. El edificio puede ser la única estación combinada sobreviviente del Valle Railway, que operaba entre Cleveland y el condado de Tuscarawas a fines del siglo XIX. El depósito es una estación operativa para viajes en tren CVSR.                                                                  |
| Puente Cubierto de Everett                           |        | El Puente Cubierto de Everett, el único puente cubierto en el condado de Summit, se construyó después de que un residente local muriera al intentar cruzar el hinchado Furnace Run en 1877. El puente fue destruido por las inundaciones de tormenta en 1975 y reconstruido por el Servicio de Parques Nacionales en 1986. El puente está ubicado en Everett Road aproximadamente a 800 m al oeste de Riverview Road cerca de Everett Village. |
| Brandywine Village                                   |        | Brandywine Village fue concebido y fundado por George Wallace, quien construyó un aserradero junto a Brandywine Falls en 1814. Animó a otros a mudarse al área, incluido su cuñado, quien construyó un molino en el lado opuesto de las cataratas. . Con tierras baratas disponibles y la presencia de molinos para proporcionar madera, harina y harina de maíz, Brandywine Village comenzó a crecer. Quedan un par de edificios del pueblo, y también se pueden ver fotos históricas y restos de cimientos de edificios.                                            |
| Estructuras del Cuerpo Civil de Conservación         |        | El Cuerpo Civil de Conservación fue responsable de la construcción de varias estructuras en el valle. Happy Days Lodge y los refugios en Ledges, Octagon y Kendall Lake fueron construidos con castaño americano a fines de la década de 1930. Las cuatro estructuras se encuentran en la Unidad Virginia Kendall del parque. |
| Stanford House                                       |        | James Stanford se mudó al Municipio de Boston inmediatamente después de inspeccionarlo y nombrarlo en 1806. Él, su esposa Polly y su hijo George fueron los primeros colonos en lo que hoy es el Parque nacional Valle Cuyahoga . Su hijo George construyó la majestuosa casa renacentista griega alrededor de 1830. La casa tiene capacidad para reuniones y retiros como una instalación de uso diurno, y turistas como una instalación para pasar la noche a un precio moderado con nueve habitaciones. La casa había servido anteriormente como albergue juvenil. |
| Hale Farm and Village                                |        | Hale Farm and Village es un museo de historia viviente al aire libre. Los intérpretes disfrazados describen la vida en Western Reserve. El pueblo cuenta con 21 edificios históricos y muchos artesanos talentosos. El sitio es operado por la Western Reserve Historical Society. Las demostraciones de artesanía incluyen soplado de vidrio, fabricación de velas, escoba, hilado y tejido, fabricación de queso, herrería, carpintería, aserradero, cocina en hogar y fabricación de cerámica. La finca también cuenta con bueyes, ovejas, vacas y huertas.        |

### Registro Nacional de Lugares Históricos
Todas las propiedades enumeradas aquí están abiertas al público, aunque algunas de forma limitada; consulte la columna Status. Muchos de los sitios de NRHP que se encuentran en la lista completa son de propiedad privada y no se enumeran aquí.
| Condado  | Lugar                                                 | Distrito o sitio                                                                 | Estado | Dirección | Fecha de registro       |
| -------- | ----------------------------------------------------- | -------------------------------------------------------------------------------- | --- | --- | ----------------------- |
| Both     | Independence a Akron                                  | Distrito Histórico de Valle Railway                                              | Paseos en tren panorámico del ferrocarril panorámico del valle Cuyahoga                                                                     | Valle Cuyahoga entre Rockside Road y Howard Street en Little Valle Cuyahoga | 17 de mayo de 1985      |
| Cuyahoga | Bedford                                               | Puente del Ferrocarril de Cleveland y Pittsburgh                                 | | Tinkers Creek | 24 de julio de 1975     |
| Cuyahoga | Brecksville                                           | Puente de Alto Nivel Brecksville-Northfield (puente de la autopista estatal)     | | Ruta 82 del estado de Ohio y río Cuyahoga (también en Northfield, condado de Summit, Ohio); se ve mejor desde Station Road Bridge Trailhead en el Sendero Towpath (Riverview Road justo al sur de Ohio State Route 82) | 6 de enero de 1986      |
| Cuyahoga | Brecksville                                           | Museo Brecksville Trailside (Centro Natural Cleveland Metroparks)                | | Chippewa Creek Drive en la ruta 82 del estado de Ohio | 1992                    |
| Cuyahoga | Valley View                                           | Frazee, Stephen House                                                            | Centro de visitantes CVNP con horario limitado                                                                                              | 7733 Canal Road | 4 de mayo de 1976       |
| Cuyahoga | Valley View                                           | Bloqueo 37 y Spillway Canal Erie y Ohio Sendero Towpath                          | | Fitzwater Road | 1979/12/11              |
| Cuyahoga | Valley View                                           | Bloqueo 38 y Spillway Canal Erie y Ohio Sendero Towpath                          | | Hillside Road | 11 de diciembre de 1979 |
| Cuyahoga | Valley View                                           | Bloqueo 39 y Spillway Canal Erie y Ohio Sendero Towpath                          | | Canal Road | 11 de diciembre de 1979 |
| Cuyahoga | Valley View                                           | Inn at Lock 38                                                                   | Canal Exploration Center CVNP | 7104 Canal Road Canal Ohio y Erie Sendero Towpath | 11 de diciembre de 1979 |
| Cuyahoga | Valley View                                           | Tinkers Creek Aqueduct Canal Ohio y Erie Sendero Towpath                         | | Tinkers Creek | 11 de diciembre de 1979 |
| Cuyahoga | Valley View                                           | Wilson Feed Mill                                                                 | Almacén de piensos y cereales | 7604 Canal Road, Canal Ohio y Erie Sendero Towpath | 17 de diciembre de 1979 |
| Cuyahoga | Valley View                                           | Canal Ohio y Erie                                                                | Hito Histórico Nacional, 13 de noviembre de 1966                                                                                            | Ruta 631 del estado de Ohio | 13 de noviembre de 1965 |
| Summit   | Bath                                                  | Jonathan Hale, Jonathan Homestead - Hale Farm and Village                        | | 2686 Oak Hill Road | 23 de abril de 1973     |
| Summit   | Boston                                                | Store Boston Land and Manufacturing Company (también conocida como Store Boston) | Centro de visitantes CVNP con horario limitado                                                                                              | Canal Ohio y Erie Canal Sendero Towpath, Boston Mills Road | 11 de diciembre de 1979 |
| Summit   | Boston                                                | Bloqueo 32 Canal Ohio y Erie Sendero Towpath                                     | | 240 m al norte de Boston Mills Road | 11 de diciembre de 1979 |
| Summit   | Boston                                                | Distrito Histórico de Boston Mills                                               | La mayoría de los edificios son privados | Boston Mills Road, Stanford Road & Main Street | 9 de noviembre de 1992  |
| Summit   | Cerca de Boston                                       | Bloqueo 33 Canal Ohio y Erie Sendero Towpath                                     | | 1.6 km al sur de Highland Road | 11 de diciembre de 1979 |
| Summit   | Cuyahoga Falls                                        | Hunt House                                                                       | Horario limitado | 2049 Bolanz Road | 12 de marzo de 1993     |
| Summit   | Cerca de Brecksville                                  | Station Road Bridge                                                              | | Al este de Brecksville en el río Cuyahoga | 7 de marzo de 1979      |
| Summit   | Everett                                               | Bloqueo 27 Canal Ohio y Erie Sendero Towpath                                     | | Aproximadamente 120 m al este de la intersección de Riverview y Everett Roads | 12 de marzo de 1993     |
| Summit   | Cerca de Everett                                      | Furnace Run Aqueduct Canal Ohio y Erie Sendero Towpath                           | | Furnace Run | 11 de diciembre de 1979 |
| Summit   | Everett                                               | Distrito Histórico de Everett                                                    | El pueblo está abierto al público; algunos edificios son residencias privadas; Los edificios de NPS no tienen instalaciones para visitantes | Everett y Riverview Roads | 14 de enero de 1994     |
| Summit   | Ira                                                   | Bloqueo 26 Canal Ohio y Erie Sendero Towpath                                     | | 5.3 km al norte de Ira Road | 11 de diciembre de 1979 |
| Summit   | Cerca de Northfield                                   | Wallace Farm                                                                     | Abierta a los clientes de la cama y desayuno solamente (Inn at Brandywine Falls)                                                            | 8230 Brandywine Road | 27 de junio de 1985     |
| Summit   | Península                                             | Everett Covered Bridge                                                           | Destruido por las inundaciones en 1975; reconstruido en 1986                                                                                | SW de Península en Everett Road sobre Furnace Creek | 1973/05/23              |
| Summit   | Península                                             | Bloqueo 28 Canal Ohio y Erie Sendero Towpath                                     | | Deep Lock Quarry Metro Park | 11 de diciembre de 1979 |
| Summit   | Península                                             | Bloqueo 29 y Aqueduct Canal Ohio y Erie Sendero Towpath Trail                    | | Fuera de la ruta 303 del estado de Ohio | 11 de diciembre de 1979 |
| Summit   | Península                                             | Bloqueo 30 y Feeder Dam Canal Ohio y Erie Sendero Towpath                        | | Fuera de la ruta 303 del estado de Ohio | 11 de diciembre de 1979 |
| Summit   | Península                                             | Bloqueo 31 Canal Ohio y Erie Sendero Towpath                                     | | 61 m al este del río Cuyahoga y aproximadamente 800 m al sur de Ohio Turnpike | 11 de diciembre de 1979 |
| Summit   | Península—41°14′32″N 81°32′57″O / 41.24222, -81.54917 | Distrito Histórico de Peninsula Village                                          | La mayoría de los edificios son privados; algunas son tiendas minoristas                                                                    | Ambos lados de la Ruta 303 del estado de Ohio | 23 de agosto de 1974    |
| Summit   | Cerca de Peninsula                                    | Stanford, George, Farm                                                           | Organiza reuniones y retiros como una instalación de uso diario; alojamiento durante la noche                                               | 6093 Stanford Road | 17 de febrero de 1982   |
| Summit   | Cerca de Península                                    | Stumpy Basin Canal Ohio y Erie Sendero Towpath                                   | | 61 m al este del río Cuyahoga y aproximadamente 800 m al sur de Ohio Turnpike | 1979/12/11              |
| Summit   | Cerca de Península                                    | Distrito Histórico de Virginia Kendall Historic                                  | Refugio, baños, centro de deportes de invierno                                                                                              | Truxell Road | 10 de enero de 1997     |
| Summit   | Sagamore Hills                                        | Bloqueo 34 Canal Ohio y Erie Sendero Towpath                                     | | Highland Road | 17 de diciembre de 1979 |
| Summit   | Sagamore Hills                                        | Bloqueo 35 Canal Ohio y Erie Sendero Towpath                                     | | Fuera de la ruta estatal 82 de Ohio | 11 de diciembre de 1979 |